# Эпибласт
Эпибла́ст (от др.-греч. ерí — «на, над» и blastós — «зародыш, росток») — наружный слой клеточной стенки дискобластулы у высших позвоночных.
Эпибласт не гомологичен эктодерме, так как содержит в себе материал всех трёх зародышевых листков. Клетки презумптивных энтодермы и мезодермы в процессе гаструляции мигрируют из эпибласта внутрь зародыша.
У некоторых животных эпибласт отделён от внутреннего слоя (гипобласта) специальной полостью — бластоцелем.
У эмбриона человека эпибласт формируется приблизительно на 7-8 день после оплодотворения. На этой стадии развития эмбрион человека представляет собой бластоцисту, совершающую имплантацию (внедрение в стенку матки), и имеет три клеточные структуры: эпибласт, гипобласт и трофобласт. Тело будущего младенца будет сформировано только из клеток-потомков эпибласта. Гипобласт исчезает приблизительно на 10 день после оплодотворения, выполнив свою пространственно-организационную функцию, потомки трофобласта дают начало эктодермальным клеткам хориона. Эпибласт как структура исчезает в процессе гаструляции, то есть приблизительно на 10 день после оплодотворения. Потомки эпибласта дают начало практически всем прочим структурам в развитии плода (собственно плод, а также амнион, мезодерму хориона, желточный мешок, аллантоис).